# Čichavec perleťový
Čichavec perleťový (Trichopodus leerii, často též Trichogaster leerii) je labyrintní paprskoploutvá ryba z čeledi guramovití.

## Popis
Čichavec perleťový je akvarijní rybka, která je velmi plachá, ale skvěle se snáší s jinými rybkami. Čichavec se průměrně dožívá 10 let. Voda v akváriu by měla čichavci vyhovovat s teplotou 24-29 °C. Dorůstá maximální velikosti 13 cm. Čichavec perleťový má celé tělo světle hnědé a bíle tečkované kromě hrdla, které se zbarvuje do oranžova, ale v době tření zčervená. Na bocích má výrazný černý proužek, skvrnění boků je světle modré.

## Potrava
Je to všežravec, který má jako všechny akvarijní rybičky rád jak sušenou, tak i zmrzlou nebo třeba živou potravu např. sušené krmivo – vločky či granule, které dávají rybám vše co potřebují, zmrzlé krmivo – larvy pakomárů atd. pro udržení optimální kondice, živou potravu – larvy žábronožky solné (ty jsou nejvhodnější) atd. Ryby mají k dispozici stále čerstvou potravu a larvy které nejsou sežrány, udržují akvárium v čistotě (to neplatí ale u všech živých druhů larev).

## Charakteristika
Čichavec perleťový se může chovat i s jinými rybkami, ale je velice plachá (pokud bude chována v hejnu, je méně plašší než jako jedinec, protože rybka může mít stres a přestat žrát až uhyne). Je to klidná rybka, která většinu času tráví v úkrytech mezi rostlinami a umělých „domečcích“, takže by čichavec rozhodně neměl být bez úkrytů. Vhodné jsou živé rostliny, za které se čichavec schová, když ho něco vyděsí. Čichavec je vhodný i pro začátečníky.

## Rozmnožování
Když nastane období tření, tak má sameček delší hřbetní ploutev a je na hrdle a břiše zbarven do červena. Samička má kratší hřbetní ploutev, je plnější v bříšku a není tak výrazně barevná jako sameček. Samec staví pod listy (nejlépe plovoucích rostlin) pěnové hnízdo, do kterého potom samička snese 500-1000 jiker. Po 24 hodinách se líhne potěr, který se do tří dnů rozplave. Pak už není přítomnost samečka, který jikry opatroval nezbytná. Mladé rybky pohlavně dospívají až druhým rokem a potom se mohou dále rozmnožovat.

## Nemoci
Nemoci čichavců – když čichavec trpí touto nemocí, měl by mít pískově zbarvené uzlíky na trupu a ploutvích. Nakažený čichavec se otírá o předměty. Nemoc se dá léčit antibiotiky, je způsobena parazity. Jiné nemoci: plísňové infekce – bílé vatové chomáčky na kůži ryb, poškození plynového měchýře (ryby plavou břichem vzhůru nebo na straně), vodnatelnost břicha (odstálé šupiny a napuchlé břicho), střevní paraziti (ryby které jsou dovezeny z přírody mohou trpět touto nemocí, ryby přijímají potravu normálně ale viditelně hubnou), vnější paraziti (ryby se intenzivně třou hlavně o kameny a umělé dřevěné kameny (většinou jsou to pijavky které většinou spatříme pouhým okem)). Všechny nemoci lze vyřešit s pomocí zkušeného akvaristy, ale jen ojediněle veterináře.

## Na závěr
Čichavec perleťový se hodí do každého akvária, ale musí mu vyhovovat. Což znamená: správná velikost, teplota, pravidelné čištění a krmení, rostliny atd.. Čichavec se dobře snese s jinými rybkami, je klidný ale plachý, potřebuje úkryty jako třeba umělé kamenné „domečky“ nebo mezi živými rostlinami, potřebuje filtr v akváriu a raději je v hejnu nebo ve skupince než sám.